# Перець пташиний
Пташиний перець (Capsicum annuum var. glabriusculum) — багаторічний чагарник, що належить до родини пасльонових, різновид овочевого перцю. З усіх видів червоних стручкових перців він визнаний найменш пекучим. Інші назви — кухонний перець, дрібний перець. Як прянощі використовуються дрібні плоди розміром до 2,5 см, що мають світло-червоний колір.

## Поширення
Батьківщиною пташиного перцю і основним регіоном його зростання в даний час є Південна Америка.

## Хімічний склад
Свою назву цей вид перцю отримав завдяки своєму хімічному складу, в якому, крім речовин, корисних людям, входять також сполуки, що роблять сприятливий вплив на забарвлення пера і несучість свійських птахів. У багатьох країнах світу цей перець спеціально культивують як кормову добавку, що використовується у птахівництві.